# Rostkronad timalia
Rostkronad timalia (Malacopteron magnum) är en fågel i familjen pellorneidae inom ordningen tättingar.

## Utseende
Rostkronad timalia är en medelstor (18–19,5 cm) medlem av familjen marktimalior. Den har matt roströd hjässa med svartaktiga fjäll, olivbrun ovansida och rostrött på även övergump och stjärt. På huvudet syns ljusgrått på tygel, ögonbrynsstreck, örontäckare och nedre delen av ansiktet. Undersidan är vit från hakan till bukens mitt, svagt streckad i ljusgrått. Resten av undersidan är otecknat vitaktig. Könen är lika.

## Utbredning och systematik
Rostkronad timalia delas in i två underarter med följande utbredning:
- Malacopteron magnum magnum – förekommer i södra Myanmar samt på Malackahalvön, Sumatra, Borneo och norra Natunaöarna
- Malacopteron magnum saba – förekommer på nordöstra Borneo

## Levnadssätt
Rostkronad timalia hittas i låglänta fuktskogar, helst urskog, upp till 455 meters höjd i kontinentala Sydostasien, 1000 meter på Borneo och 800 meter på Sumatra. Den ses vanligen i par eller smågrupper, ibland också artblandade flockar, födosökande i lövverket på medelhög höjd. Födan består av insekter, men också vissa frön. 

## Häckning
Fågeln häckar maj–juni på Sumatra, mars–oktober på Borneo och mars–maj i kontinentala Sydostasien. Det skålformade boet av döda löv, död mossa och gräs placeras upp till en meter ovan mark i ett litet sly eller en buske. Där lägger den två ägg.

## Status
Rostkronad timalia tros minska relativt kraftigt i antal på grund av habitatförstörelse. Internationella naturvårdsunionen IUCN listar därför arten som nära hotad.